# Мустафаева, Ламунат Сулеймановна
Ламунат Сулеймановна Мустафаева (28 июля 2002, Каспийск, Дагестан, Россия) — российская футболистка, полузащитница  «Рязани-ВДВ».

## Биография
Родилась в дагестанском Каспийске, в детстве с мальчиками играла в футбол во дворе. В 14 лет приняла участие в открытой тренировке среди девочек на «Анжи-Арене», пройдя отбор стала заниматься у Эльмиры Ибрагимовой. Выступала за Дагестанский государственный педагогический университет, ЖФК «Эстер». С 2022 по 2023 годы играла за «Дончанку» (Азов/Ростов-на-Дону). Серебряный призёр и лучший полузащитник Первой лиги 2023.
10 января 2024 года стало известно, что Мустафаева подписала контракт с московским «Динамо». 20 апреля 2024 года в 6-м туре Суперлиги дебютировала за «Динамо» в домашнем матче против самарских «Крыльев Советов», выйдя на замену на 88-й минуте вместо Кристины Комиссаровой. 18 мая 2024 года в домашней игре 10-го тура Суперлиги против пермского клуба «Звезда-2005» вышла в стартовом составе и была заменена на 85-й минуте Галиной Гейбиевой. В январе 2025 года ушла в аренду в «Рязань-ВДВ».